# Anforderung (Informatik)
In der (Software-)Technik ist eine Anforderung (häufig englisch requirement) eine Aussage über eine zu erfüllende Eigenschaft oder zu erbringende Leistung eines Produktes, Systems oder Prozesses.
Anforderungen werden in der Anforderungserhebung aufgenommen, analysiert, spezifiziert und verifiziert. Der Prozess ist in das Anforderungsmanagement eingebettet. Anforderungen können beispielsweise in einem Dokument (z. B. Lastenheft) oder in einem Tabellenkalkulationssystem dokumentiert werden. In agiler Softwareentwicklung kommt Anforderungsmanagement-Software zum Einsatz, die das Anforderungsmanagement unterstützt (Backlog in Scrum, Jira etc.).

## Arten von Anforderungen
Es existieren unterschiedliche Ansätze zur Klassifikation von Anforderungen.
Anforderungen – als Qualitätskriterien an Systeme und Softwareprodukte verstanden – können nach ISO/IEC 25000, bzw. entsprechend der Qualitätsmodelle aus ISO/IEC 25010 klassifiziert werden.
Am verbreitetsten ist die Unterteilung in funktionale und nichtfunktionale Anforderungen.
Eine funktionale Anforderung legt fest, was das Produkt tun soll. Ein Beispiel:
„Das Produkt soll den Saldo eines Kontos zu einem Stichtag berechnen.“
Eine nichtfunktionale Anforderung (englisch non-functional requirement, NFR) ist in der Literatur nicht einheitlich definiert. Gemeinsamer Nenner ist, dass sie über die funktionale Anforderung hinausgeht. Die nichtfunktionalen Anforderungen beschreiben, wie gut das System die Leistung erbringen soll; sie werden vielfach als Randbedingungen und Qualitätseigenschaften verstanden. Ein Beispiel:
„Das Produkt soll dem Anwender innerhalb von einer Sekunde antworten.“
Häufig werden neben diesen beiden Typen auch Randbedingungen (englisch Constraints) als Anforderungen beschrieben. Häufige Randbedingungen sind eine Obergrenze für Kosten und ein einzuhaltender Termin für den Abschluss des Projekts.

### Klassifikation nichtfunktionaler Anforderungen
Während funktionale Anforderungen je nach Projekt unterschiedlich geordnet werden, gibt es für nichtfunktionale Anforderungen typische Gliederungen, beispielsweise Volere oder DIN 66272.
Nichtfunktionale Anforderungen können in zwei Hauptkategorien unterteilt werden:

#### Ausführungsqualität
Dies ist während des Betriebs (zur Laufzeit) beobachtbar.
- Zuverlässigkeit (Systemreife, Wiederherstellbarkeit, Fehlertoleranz)
- Aussehen und Handhabung (Look and Feel)
- Benutzbarkeit (Verständlichkeit, Erlernbarkeit, Bedienbarkeit)
- Leistung und Effizienz (Antwortzeiten, Ressourcenbedarf, Wirtschaftlichkeit)
- Sicherheitsanforderungen (Vertraulichkeit, Informationssicherheit, Datenintegrität, Verfügbarkeit)
- Korrektheit (Ergebnisse fehlerfrei)

#### Weiterentwicklungsqualität / Evolutionsqualität
Dies ist in der statischen Struktur des Systems verkörpert.
- Betrieb und Umgebungsbedingungen
- Wartbarkeit, Änderbarkeit (Analysierbarkeit, Stabilität, Prüfbarkeit, Erweiterbarkeit)
- Portierbarkeit und Übertragbarkeit (Anpassbarkeit, Installierbarkeit, Konformität, Austauschbarkeit)
- Flexibilität (Unterstützung von Standards)
- Skalierbarkeit (Änderungen des Problemumfangs bewältigen)
- Randbedingungen

## Struktur einer Anforderung
Typischerweise besteht eine einzelne Anforderung aus folgenden Bestandteilen.
- Identifikator (Requirement Number): Identifiziert die Anforderung eindeutig.[8][9]
- Beschreibung (Description): Beschreibt die Anforderung kurz und prägnant. Schienmann[8] trennt Kurz- und Langbeschreibung („Anforderungsbeschreibung“), während Robertson und Robertson[9] nur ein Feld vorsehen, das der Kurzbeschreibung entspricht.
- Problembeschreibung (Rationale): Beschreibt das die Anforderung verursachende Problem.[8][9]
- Quelle (Originator): Identifiziert die anfordernde Person oder ein Dokument, aus dem sich die Anforderung ergibt, beispielsweise eine Rechtsvorschrift.[8][9]
- Abnahmekriterium (Fit Criterion): Beschreibt eine messbare Bedingung, mit der später geprüft wird, ob die Anforderung erfüllt wurde.[8][9]

Neben diesen Standardbestandteilen schlagen verschiedene Autoren zusätzliche Strukturelemente vor. Eine wichtige Rolle spielt dabei die Priorisierung von miteinander konkurrierenden Anforderungen um die Reihenfolge der Realisierung festzulegen oder eine Auswahl zu treffen, wenn die zur Verfügung stehenden Ressourcen (Zeit, Geld und Personen) nicht ausreichen, um alle Anforderungen zu erfüllen. Hier schlagen Robertson und Robertson in ihrem Vorgehensmodell Volere die folgenden Eigenschaften vor.
- Kundenzufriedenheit (Customer Satisfaction): Ein numerischer Wert, der angibt, wie sich die Erfüllung der Anforderung positiv auf die Zufriedenheit des Auftraggebers auswirkt.
- Kundenunzufriedenheit (Customer Dissatisfaction): Ein numerischer Wert, der angibt, wie sich die Nichterfüllung der Anforderung negativ auf die Zufriedenheit des Auftraggebers auswirkt.
- Priorität (Priority): Ein numerischer Wert, der die Priorität dieser Anwendung definiert und dann wichtig wird, wenn nicht alle Anforderungen erfüllt werden können.
- Konflikte (Conflicts): Hier können Anforderungen aufgeführt werden, die dieser Anforderung widersprechen, sodass zwischen ihnen abgewägt werden muss.

Schienmann schlägt folgende Eigenschaften vor, um die Anforderungen bestimmten (Software-)Produkten zuzuordnen.
- Produktrelease: Identifiziert die Version des zu erstellenden Produkts, in dem die Anforderung erfüllt werden soll.
- Baustein: Identifiziert den Teil des zu erstellenden Produkts, mit dem die Anforderung erfüllt werden soll.

Die eigentliche Beschreibung der Anforderung kann durch folgende Elemente unterstützt werden und somit das Verständnis gefördert und Missverständnisse vermieden werden.
- Weiterführendes Material (Supporting Materials): Dokumente, die zum Verständnis der Anforderung benötigt werden.[9]
- Zielsetzung: Definiert das mit der Anforderung verfolgte Ziel.[8]
- Anmerkung: Bietet Platz für ergänzende Bemerkungen und Klarstellungen.[8]
- Nomenklatur: Verweist auf formal definierte Fachbegriffe, die in der Anforderung verwendet werden.[8]

Da Anforderungen nicht konstant bleiben, sondern sich im Verlauf eines Projektes weiterentwickeln, werden auch Informationen zu ihrem Lebenszyklus benötigt.
- Versionsgeschichte (History) der Anforderung: Wann wurde sie von wem erstmals formuliert, wann von wem geändert usw.[9]
- Status: Identifiziert den aktuellen Zustand der Anforderung, beispielsweise ob sie vom Auftragnehmer bereits akzeptiert wurde.[8]
- Offener Punkt: Bietet Platz für noch zu klärende Sachverhalte.[8]

Im Verlauf der Anforderungsanalyse werden auch Geschäftsprozesse und Geschäftsobjekte modelliert, die zur Formulierung von Anforderungen herangezogen werden können.
- Geschäftsobjekt: Benennt ein Geschäftsobjekt, auf das sich die Anforderung bezieht.[8]
- Geschäftsprozess: Benennt einen von der Anforderung betroffenen Geschäftsprozess.[8]

Außerdem stehen Anforderungen miteinander und mit anderen Artefakten des Entwicklungsprozesses in Beziehung (engl. Requirements Traceability).
- Beziehung (engl. Trace Link): Verweist auf andere Anforderungen. Beispielsweise kann eine grobe Anforderung zu mehreren genaueren verfeinert werden oder Anforderungen stehen miteinander in Konflikt.[8][10]